# Kasteel van Poeke

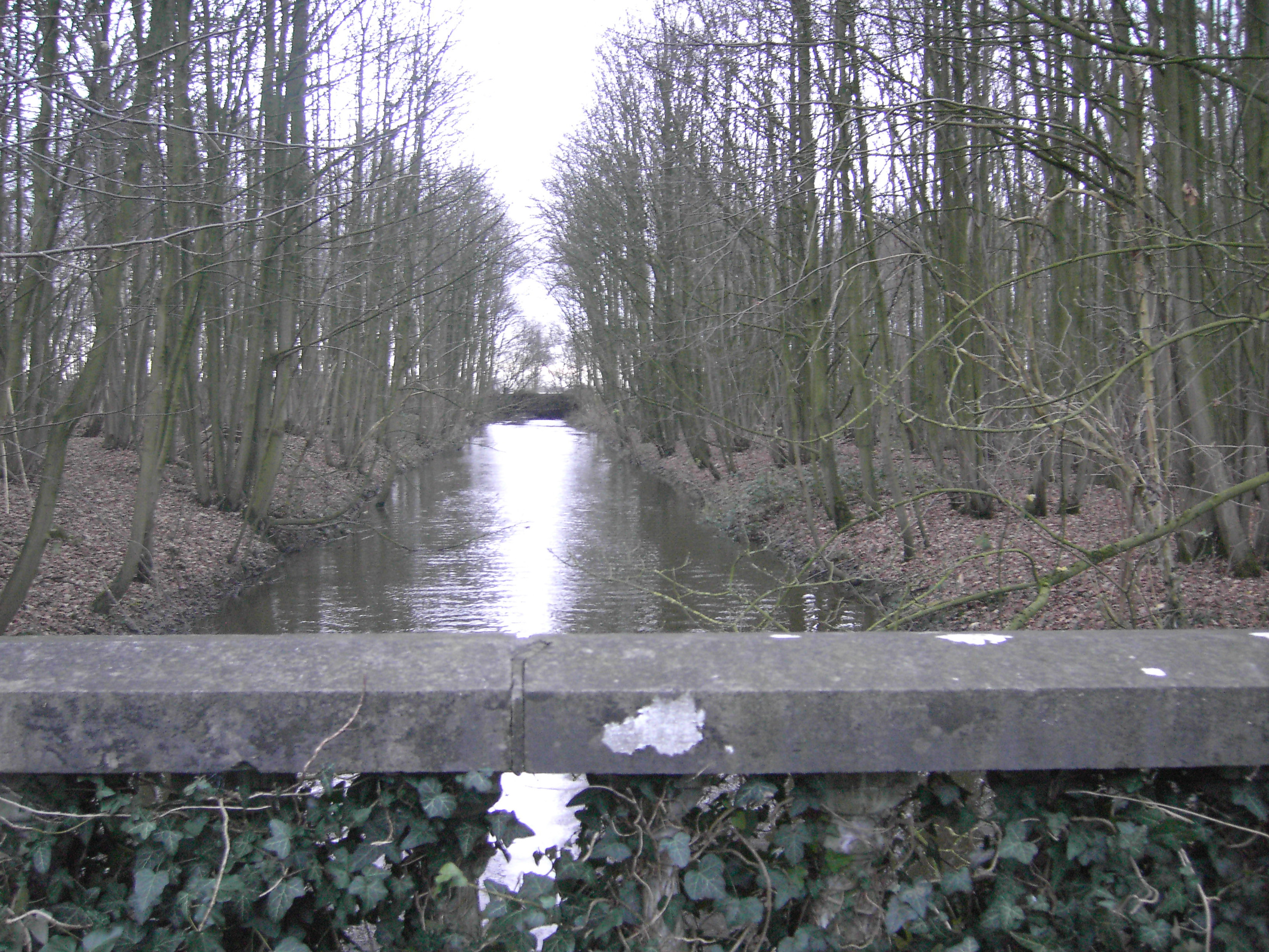
De Poekebeek in het kasteelpark

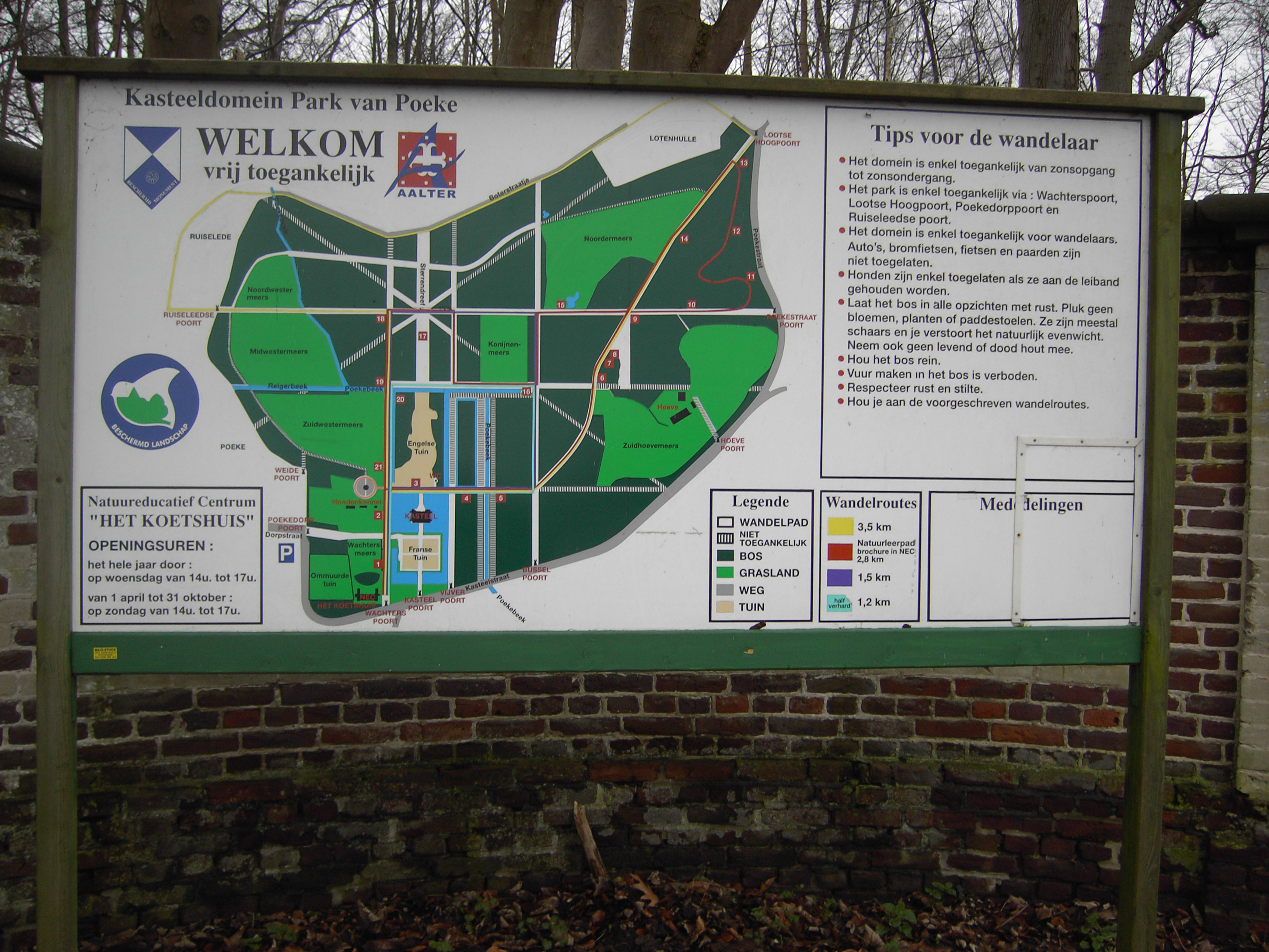
Plan van het kasteeldomein

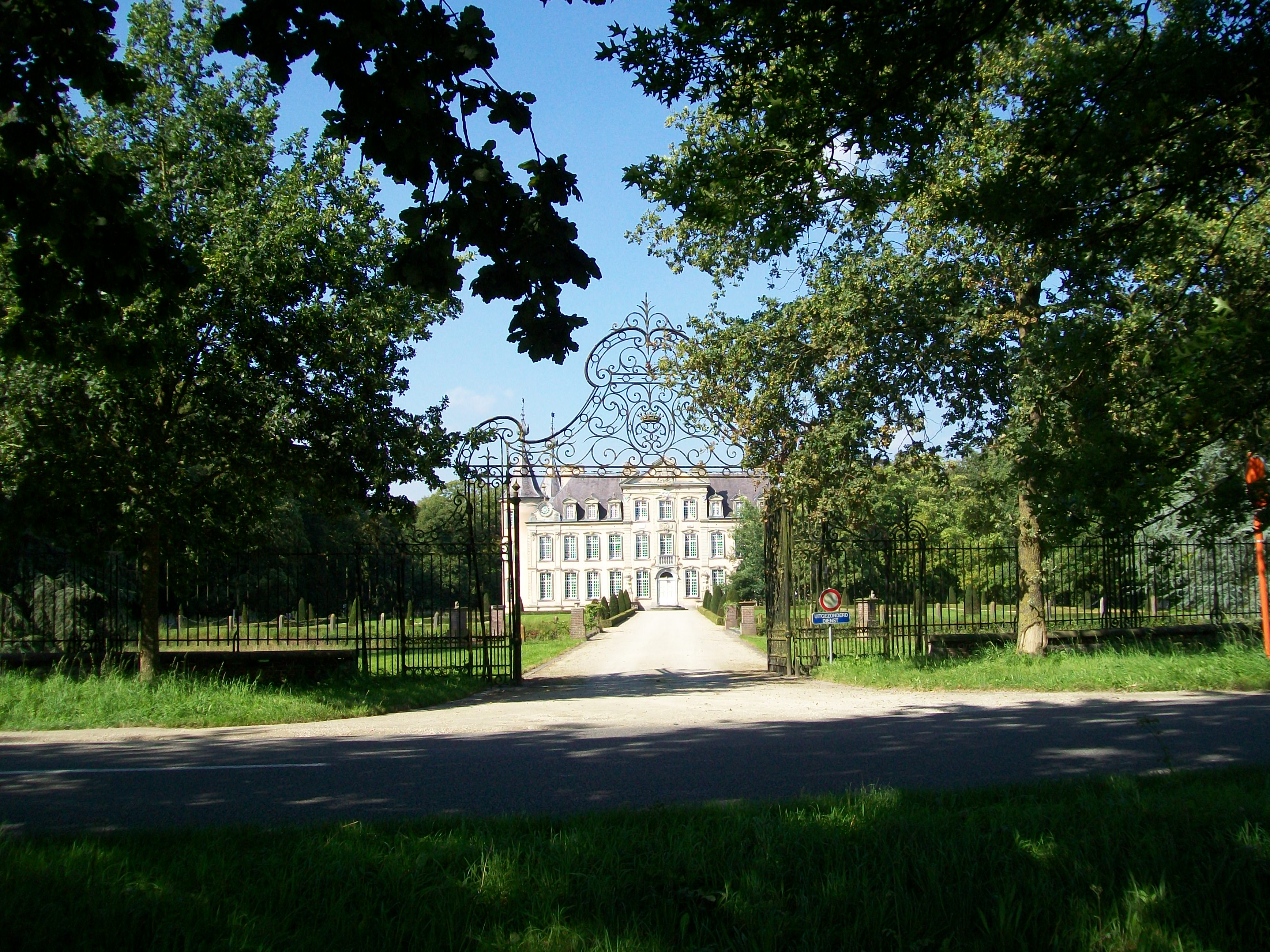
Zicht op de kasteelpoort en de oprijlaan

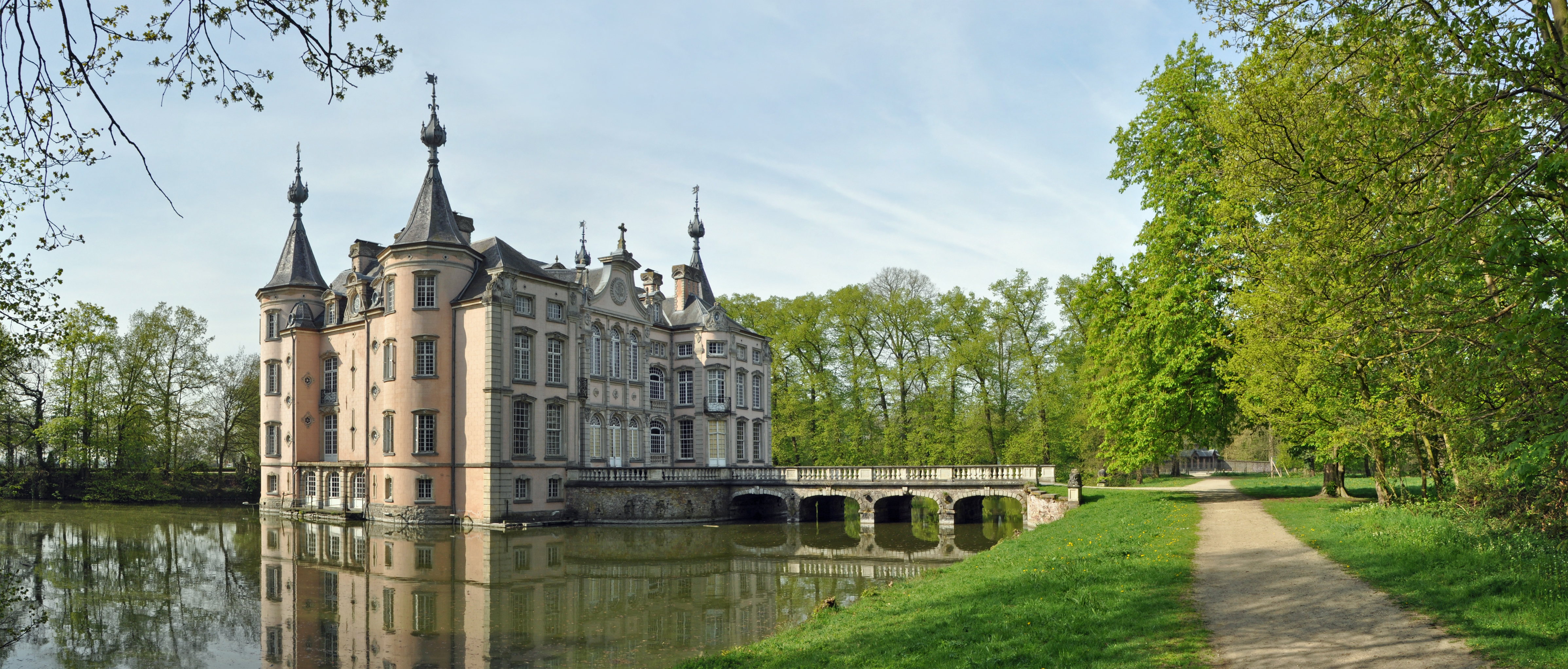
De achterzijde van het kasteel

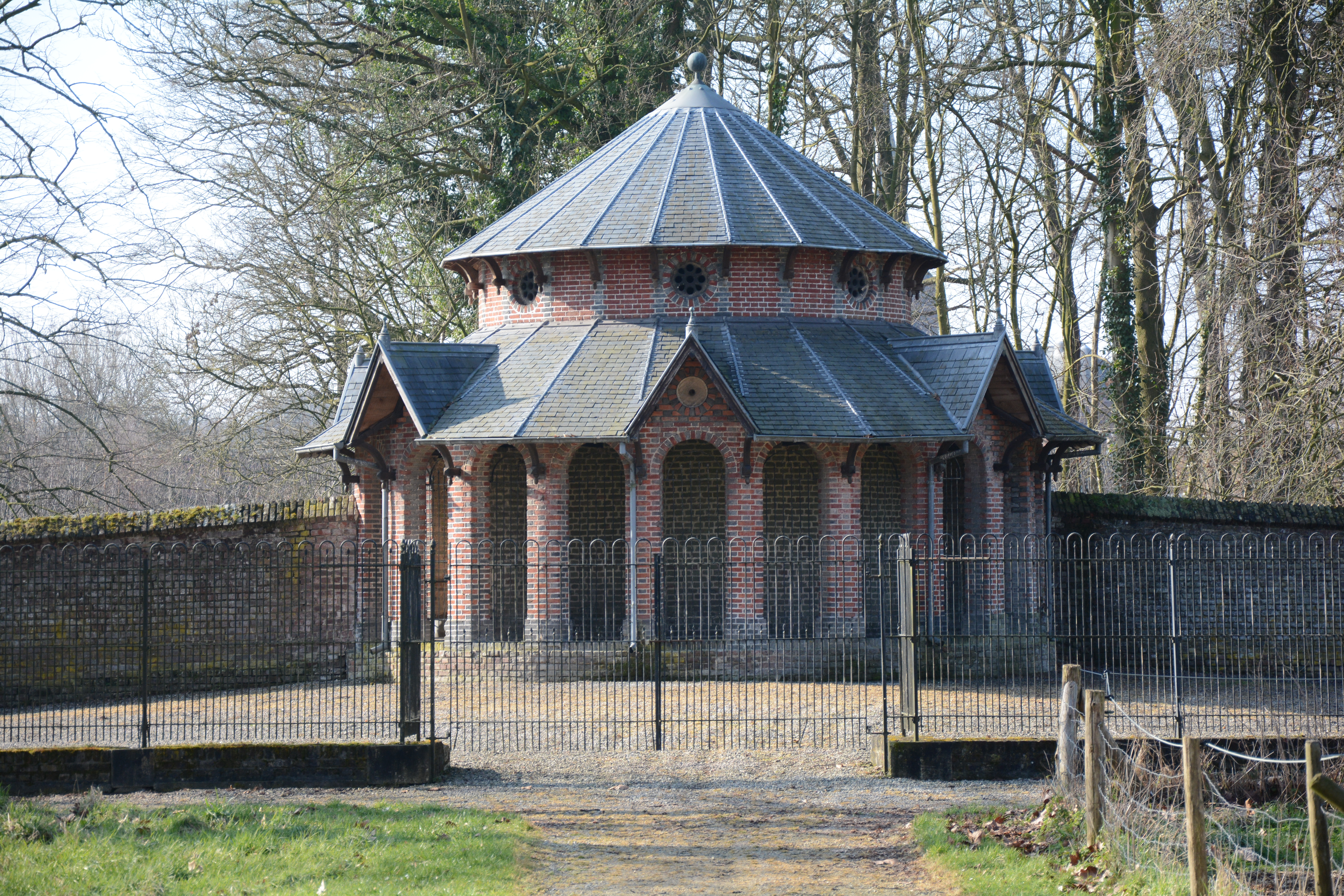
De hondenkennel op het kasteeldomein

Het Kasteel van Poeke is een kasteel bij Poeke, een deelgemeente van Aalter in de Belgische provincie Oost-Vlaanderen. Het gebouw is volledig omgeven door water en is zowel voor- als achteraan toegankelijk via een brug.
Wanneer de eerste burcht ter plekke werd gebouwd is onbekend, maar Poeke werd in 1139 reeds vermeld. Het gebouw heeft wel een voorname rol gespeeld in het conflict tussen Lodewijk van Male en de Gentenaars in 1382. In datzelfde jaar sneuvelde Eulaard II van Poeke toen hij aan het hoofd van de grafelijke troepen bij de slag op het Beverhoutsveld de opmars van de Gentse milities die zijn burcht hadden ingenomen trachtte tegen te houden.
De kasteelheren van Poeke waren trouwe vazallen van de graaf van Vlaanderen. Zo was Anastasia van Oultre, tweede vrouw van Eulaard III van Poeke, hertrouwd met Robert van Vlaanderen, bastaardzoon van Lodewijk van Male. 
In 2021 verkocht de gemeente Aalter het kasteel voor een symbolisch bedrag aan Toerisme Vlaanderen.

## Verwoest
Bij een volgende Gentse opstand in 1453 tegen Filips de Goede, werd de burcht van Poeke ingenomen door de Gentenaars. De Bourgondische Jacques van Lalaing, een vooraanstaand ridder van het Gulden Vlies, sneuvelde er onder verdedigingsgeschut. Op 5 juli 1453 werd het kasteel teruggenomen door de hertog, de aanwezige 87 Gentenaars werden opgeknoopt en het gebouw verwoest. De wederopbouw liet vermoedelijk meer dan een eeuw op zich wachten. Na het overlijden van Jan III van Poeke in 1563, kwam de heerlijkheid in het bezit van de familie de Mastaing, verre verwanten van de heren van Poeke. Jean de Jauche, heer van Mastaing verkocht de heerlijkheid in 1588 aan Philibert Delrye. Zijn zoon Christoffel Delrye verkocht de heerlijkheid in 1597 aan Jean de Preudhomme uit Rijsel.

## Wederopbouw
In de periode 1658-1664 en in 1671 liet Marc-Antoine de Preudhomme d’Hailly werken uitvoeren. Of deze het uiterlijk van het kasteel sterk hebben gewijzigd is onbekend. Later waren er nog ingrijpende werken gedurende de periode 1743-1752 door Charles Florent Idesbald de Preudhomme d'Hailly (1716 - Parijs 1792) die onder meer baron van Poeke was.
De tuin en het park rond het kasteel werden ook aangelegd op initiatief van Charles Florent Idesbald de Preudhomme d'Hailly. In het park was een centraal punt waarop verschillende dreven uitkwamen. Vanaf dat punt kon men de hele streek overzien. Zo was er een dreef die vanaf dat centrale punt naar het terras van het kasteel liep. Andere dreven gingen in de richting van de kerken van Poeke, Lotenhulle, Ruiselede en zelfs Aalter. De dreven gingen later grotendeels verloren door de ontbossing die noodzakelijk was geworden toen het de familie minder voor de wind ging.

## Pycke de Peteghem
In 1872 kocht baron Victor Pycke de Peteghem (1835-1875), afkomstig van Oudenaarde, het domein. Onmiddellijk werden verbouwingswerken aangevat die duurden tot in 1875. De derde bouwlaag werd geïntegreerd in een hoger dak en het ook interieur werd sterk gewijzigd. Er zijn daardoor nog nauwelijks elementen aanwezig die dateren van voor 1872. De kasteeltuin werd opnieuw grondig aangepakt. In 1881 kwam er een grote kennel voor de jachthonden van de eigenaar. Het hondenhok werd verwarmd door een bakoven die ernaast was gebouwd.
Barones en burgemeester Ines Pycke de Peteghem was de laatste van de familie die het kasteel van Poeke bezat en bewoonde. Bij testament schonk ze in 1951 het volledige domein aan het Nationaal Werk der Katholieke Schoolkolonies, wat na haar overlijden 1955 werd aanvaard. Deze organisatie noemde zich later Duinen en Heide en organiseerde er vakantieverblijven, het was een toevlucht voor probleemkinderen. In 1977 werd het kasteel met 56 hectare park eigendom van de gemeente Aalter, die het gebruikte voor culturele bijeenkomsten en feesten. In juli 2021 droeg het gemeentebestuur het kasteel over aan de Vlaamse overheid. Het wordt beheerd door de ambtelijke dienst Toerisme Vlaanderen.
Het kasteel van Poeke wordt sinds 1943 als bouwkundig monument beschermd, terwijl het domein sedert 1978 als landschap is beschermd.

## Het kasteel als decor
- In 1991 werd een groot deel van de BRT-reeks De Bossen van Vlaanderen opgenomen in het kasteel en zijn domeinen. De reeks was gebaseerd op de boeken van Alfons Ryserhove over de moorden van Beernem.
- In 1998 werd het kasteel gebruikt als kantoor voor de advocatenreeks Deman op VTM.
- In 2007 in het tv-programma Viva Victoria van Eén - die handelde over de angst voor honden - werd het kasteel, de hondenkennel en het park gebruikt als decor.
- In 2009 was het kasteel en zijn domein de locatie voor de Studio 100-reeks Slot Marsepeinstein.
- In 2011 deed het kasteel dienst als decor voor de opnamen van Parade's End.
- In 2019 werd het kasteel gebruikt in de Netflix-serie De bende van Jan de Lichte als woning van de burgemeester.
- In 2025 vond in en rond het kasteel het interactief toneelstuk Het Paashuis: De komst van Bim plaats. Een productie van Fabrique Fantastique.